# Annette Obrestad
Annette Obrestad (* 18. September 1988 in Sandnes) ist eine norwegische Webvideoproduzentin und ehemalige professionelle Pokerspielerin. Sie stand Anfang des Jahres 2007 als bisher einzige Frau auf Platz eins der Onlinepoker-Weltrangliste. Im September 2007 gewann sie das Main Event der World Series of Poker Europe und ist damit die jüngste Person, die ein Bracelet gewonnen hat.

## Pokerkarriere

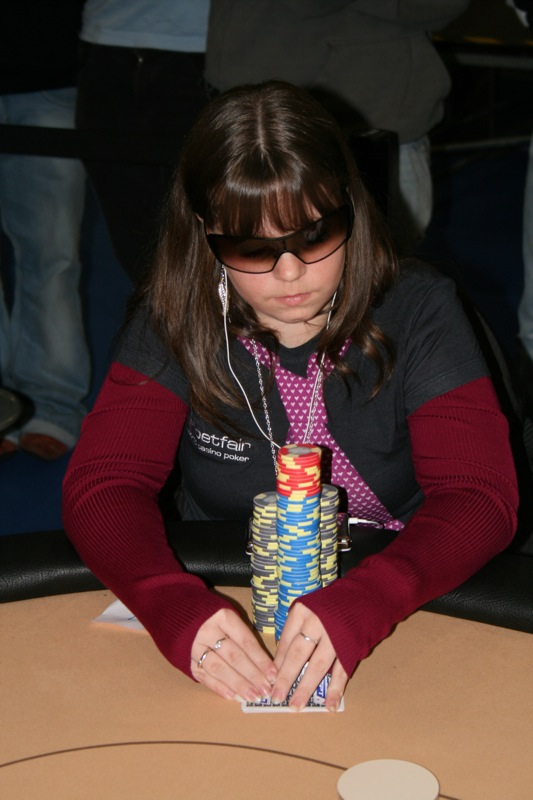
Obrestad bei der EPT in Dublin (2007)

### Online
Obrestad war 15 Jahre alt, als ihre Pokerkarriere begann. Eigenen Berichten zufolge zahlte sie nie selbst Geld ein und baute ihre Startbankroll durch das Spielen von Freerolls auf. Zwischen September 2006 und Februar 2007 gewann Obrestad online unter dem Nickname Annette_15 über 500.000 US-Dollar auf PokerStars, 200.000 US-Dollar auf UltimateBet und 136.000 US-Dollar auf Full Tilt Poker. 2006 wurde sie auf PokerStars beim Main Event der World Championship of Online Poker Siebte. Anschließend gab Obrestad in einem Blog an, nicht selbst gespielt zu haben. Im Juli 2007 gewann sie ein Sit and Go mit 180 Teilnehmern, bei dem sie bis auf einmal, als sie All-in gesetzt wurde, ihre Karten nicht angeschaut hatte. Das tat sie, um zu zeigen, wie wichtig es sei, seine Position und die Gegner zu spielen.
Insgesamt liegen Obrestads Onlinepoker-Turniergewinne bei über 2,5 Millionen US-Dollar, wobei ihre letzte Geldplatzierung von Dezember 2019 datiert. Vom 31. Januar bis 18. April 2007 stand sie für 11 Wochen in Serie als erste und bisher einzige Frau sowie als bisher einzige Person aus Norwegen auf Platz eins des PokerStake-Rankings, das die erfolgreichsten Onlinepoker-Turnierspieler weltweit listet.

### Live
Am 17. September 2007 – dem Tag vor ihrem 19. Geburtstag – gewann Obrestad das Main Event der World Series of Poker Europe in London. Mit diesem Gewinn von einer Million britischen Pfund, der zu diesem Zeitpunkt umgerechnet rund 2 Millionen US-Dollar entsprach, stellte sie einen neuen Rekord für den größten Turniergewinn einer weiblichen Spielerin auf und löste damit Annie Duke ab. Obrestad kam im November 2007 ihrem zweiten Sieg in einem großen Live-Turnier nahe, als sie für knapp 300.000 Euro beim Main Event der European Poker Tour (EPT) in Dublin Zweite wurde, nachdem sie die meiste Zeit Chipleader am Finaltisch gewesen war. Ihre bis dato letzte Live-Geldplatzierung erzielte sie 2018 bei der World Series of Poker im Rio All-Suite Hotel and Casino am Las Vegas Strip.
Insgesamt hat sich Obrestad mit Poker bei Live-Turnieren knapp 4 Millionen US-Dollar erspielt und steht damit hinter Espen Jørstad und Felix Stephensen auf dem dritten Platz der erfolgreichsten norwegischen Pokerspieler sowie als erfolgreichste europäische Pokerspielerin auf dem sechsten Platz der erfolgreichsten Frauen nach Turnierpreisgeldern. Obrestad war Mitglied des Team Betfair und schrieb einen Blog für deren Seite.

## YouTube-Kanal
Obrestad betreibt seit 2018 den YouTube-Kanal Annette’s Makeup Corner, der sich inhaltlich auf Kosmetik konzentriert und aktuell über 40.000 Abonnenten aufweist. Dort spricht sie in einigen Videos auch über ihre mittlerweile beendete Pokerkarriere. Im April 2021 kündigte Obrestad die Veröffentlichung ihrer eigenen Lidschattenpalette an, diese entstand in Kooperation mit der amerikanischen Kosmetikmarke Menagerie Cosmetics.